# Diócesis de Sibu
La diócesis de Sibu (en latín: Dioecesis Sibuen(sis), en malayo: Keuskupan Sibu y en inglés: Roman Catholic Diocese of Sibu) es una circunscripción eclesiástica latina de la Iglesia católica en Malasia, sufragánea de la arquidiócesis de Kuching. La diócesis tiene al obispo Joseph Hii Teck Kwong como su ordinario desde el 24 de diciembre de 2011. 

## Territorio y organización
La diócesis tiene 41 484 km² y extiende su jurisdicción sobre los fieles católicos de rito latino residentes en parte del estado de Sarawak.
La sede de la diócesis se encuentra en la ciudad de Sibu, en donde se halla la Catedral del Sagrado Corazón de Jesús.
En 2020 en la diócesis existían 12 parroquias.

## Historia
La diócesis fue erigida el 22 de diciembre de 1986 con la bula Adoranda Christi del papa Juan Pablo II, obteniendo el territorio de la arquidiócesis de Kuching.

## Estadísticas
De acuerdo al Anuario Pontificio 2021 la diócesis tenía a fines de 2020 un total de 129 000 fieles bautizados.
| Año                                                                             | Población            | Población | Población      | Sacerdotes | Sacerdotes    | Sacerdotes    | Bautizados por sacerdote | Diáconos permanentes | Religiosos | Religiosos | Parroquias |
| Año                                                                             | Bautizados católicos | Total     | % de católicos | Total      | Clero secular | Clero regular | Bautizados por sacerdote | Diáconos permanentes | Varones    | Mujeres    | Parroquias |
| ------------------------------------------------------------------------------- | -------------------- | --------- | -------------- | ---------- | ------------- | ------------- | ------------------------ | -------------------- | ---------- | ---------- | ---------- |
| 1990                                                                            | 63 000               | 545 000   | 11.6           | 14         | 14            |               | 4500                     |                      |            |            | 12         |
| 1999                                                                            | 84 900               | 650 000   | 13.1           | 20         | 13            | 7             | 4245                     |                      | 10         | 26         | 12         |
| 2000                                                                            | 85 500               | 660 000   | 13.0           | 25         | 18            | 7             | 3420                     |                      | 10         | 26         | 12         |
| 2001                                                                            | 88 000               | 690 000   | 12.8           | 18         | 13            | 5             | 4888                     |                      | 8          | 26         | 12         |
| 2002                                                                            | 90 000               | 700 000   | 12.9           | 21         | 15            | 6             | 4285                     |                      | 9          | 24         | 11         |
| 2003                                                                            | 90 000               | 723 000   | 12.4           | 20         | 15            | 5             | 4500                     |                      | 8          | 20         | 11         |
| 2004                                                                            | 90 000               | 720 000   | 12.5           | 16         | 12            | 4             | 5625                     |                      | 7          | 24         | 11         |
| 2010                                                                            | 109 944              | 790 000   | 13.9           | 19         | 13            | 6             | 5786                     |                      | 9          | 21         | 11         |
| 2014                                                                            | 100 000              | 810 000   | 12.3           | 21         | 11            | 10            | 4761                     |                      | 18         | 14         | 12         |
| 2017                                                                            | 125 254              | 860 000   | 14.6           | 15         | 11            | 4             | 8350                     |                      | 13         | 15         | 12         |
| 2020                                                                            | 129 000              | 886 565   | 14.6           | 21         | 11            | 10            | 6142                     |                      | 33         | 14         | 12         |
| Fuente: Catholic-Hierarchy, que a su vez toma los datos del Anuario Pontificio. |                      |           |                |            |               |               |                          |                      |            |            |            |

## Episcopologio
- Anthony Denis Galvin, M.H.M. † (5 de abril de 1960-5 de septiembre de 1976 falleció)
- Anthony Lee Kok Hin (30 de mayo de 1977-30 de octubre de 2013 retirado)
- Richard Ng, desde el 30 de octubre de 2013